# Bob Kenney
Robert Earl "Bob" Kenney (Arkansas City (Kansas), 23 de junho de 1931 - Scottsdale, 27 de outubro de 2014) foi um basquetebolista estadunidense que integrou a Seleção Estadunidense na conquista da Medalha de Ouro disputada nos XV Jogos Olímpicos de Verão em 1952 realizados em Helsínquia na Finlândia.